# Ким, Максим Павлович
Макси́м Па́влович Ким (12 (25) мая 1908, с. Пуциловка, Южно-Уссурийский уезд, Приморская область — 11 июня 1996, Москва) — советский и российский историк. Доктор исторических наук (1945), профессор. Академик АН СССР (1979) и РАН (1991).

## Биография
Кореец. Член ВКП(б) с 1929 года. Окончил Московский институт истории, философии и литературы (1934). В 1937—1951 годах преподавал основы марксизм-ленинизма в ряде московских вузов.
В 1945 году защитил докторскую диссертацию «Аграрный вопрос и классовая борьба в Казахстане в период Великой Октябрьской социалистической революции». С 1948 года — профессор Академии общественных наук при ЦК ВКП(б), в 1965—1971 годах заведовал кафедрой истории СССР.
С 1951 года работал в Институте истории АН СССР (с 1968 года — Институт истории СССР): заведующий сектором истории СССР периода социализма (с 1953), заведующий сектором истории советской культуры (с 1968). Первый главный редактор журнала «История СССР» (1957—1960).
Академик Академии наук СССР по Отделению истории (15.03.1979, член-корреспондент c 10.06.1960).
Умер и похоронен в Москве в колумбарии Нового Донского кладбище.

## Научная деятельность
Автор работ по истории СССР, теории и истории советской культуры. Редактор первого учебника для вузов «История СССР. Эпоха социализма (1917—1957)» (1958). Один из членов главного редакционного совета издания «История СССР с древнейших времён до наших дней» (т. 1—12, 1966—1986). Главный редактор коллективной монографии «Советская интеллигенция (История формирования и роста, 1917—1965 гг.)» (1968), один из авторов и редактор книг «Великая Октябрьская социалистическая революция и становление советской культуры, 1917—1927» (1985), «Советская культура в реконструктивный период. 1928—1941» (1988). Под его руководством в 1975—1981 годах вышел пятитомный труд «Культурная жизнь в СССР. Хроника».
Отличался самостоятельностью суждений, не всегда совпадавших с официальной партийной линией. В 1987 году предложил считать период советской истории до 1985 года переходом от капитализма к социализму.

## Награды
- 3 ордена Трудового Красного Знамени (27.03.1954; 24.05.1968; 24.05.1988)
- орден Дружбы народов (1978?)
- орден «Знак Почёта» (27.10.1953)
- медали
- Государственная премия СССР (1986)

## Отзывы современников
Ким был человек особый — историк, который старался держаться правды. Он был академик, но тем не менее его выгнали с должности завотделом в Академии общественных наук, потому что однажды он открыто сказал, что у нас развитой социализм только до Московской кольцевой дороги.— Л.М. Дробижева

Я помню, как на XIV Всемирном конгрессе историков в Сан-Франциско в 1975 году ныне покойный академик Максим Павлович Ким при обсуждении главной темы «История и общество» нервно бросил в зал заключительную реплику: «О чём бы вы здесь не говорили, дорога истории всё равно приведёт к коммунизму!» — В.А. Тишков

## Основные работы
- «Коммунистическая партия — организатор культурной революции в СССР» (1955);
- «40 лет советской культуры» (1957);
- «История СССР. Эпоха социализма (1917—1957)» (1958, редактор);
- «Коммунизм и культура» (1964);
- «Великий Октябрь и культурная революция в СССР» (1967);
- «Родина Советская. Исторический очерк» (1967; 5-е изд. 1987; редактор);
- «История и коммунизм» (1968);
- «Советская интеллигенция (История формирования и роста, 1917—1965 гг.)» (1968, редактор);
- «Советский народ — новая историческая общность людей» (1972);
- «Культурная жизнь в СССР. Хроника» (тт. 1—5, 1975—1981; редактор);
- «Советская культура в годы Великой Отечественной войны» (1976; редактор)
- «Общество и природа. Исторические этапы и формы взаимодействия» (1981, редактор);
- Проблемы теории и истории реального социализма. — М., 1983. — 583 с. (монография была удостоена Государственной премии СССР в 1986 г.)[6];
- «Великая Октябрьская социалистическая революция и становление советской культуры. 1917—1927» (М., 1985; редактор)